# Buna
Buna, Bojana (albánsky Bunë, srbsky Бојана) je řeka, která tvoří hranici Albánie (kraje Skadar) a Černé Hory. Je 41 km dlouhá (14 km v Albánii a 30 na hranici). Povodí má rozlohu 5187 km².

## Průběh toku
Odtéká ze Skadarského jezera jižně od Skadaru a v meandrech teče na jihozápad. Blízko pod odtokem z jezera přibírá desetkrát větší přítok Drin, jehož severní rameno se do ní vlévá od velké povodně v roce 1858. Od vesnice Muriqan k ústí do Drinské zátoky tvoří albánsko-černohorskou hranici. V říční deltě Buny se nachází ostrov Ada Bojana, který v dobách existence SFRJ sloužil jako známá nudistická pláž.

## Vodní stav
Průměrný průtok v ústí činí přibližně 352 m³/s. V době velkých povodní se zvyšuje hladina Skadarského jezera, které zaplavuje břehy u města Skadar.

## Využití
Na řece je možná vodní doprava, ale většímu využití brání nízké mosty.